# Te voy a enseñar a querer
Te voy a enseñar a querer é uma telenovela estadunidense-colombiana exibida pela Telemundo em 2004.
Foi protagonizada por Danna García, Miguel Varoni e Michel Brown e antagonizada por Catherine Siachoque, Jorge Cao e Martín Karpan.

## Sinopse
A família Méndez possui uma fazenda de gado, criando cavalos e touros de luta e uma empresa de construção civil. A família é composta por Alejandro Méndez e Isabel Garrido, com seus filhos Pablo e Helena. O pai de Isabel, Felix Garrido, também vive com eles. A família Méndez é muito respeitada e amada na região, embora tenham um inimigo declarado, Milcíades Contreras, rica fazendeira, que também é a vizinha mais próxima. O motivo da inimizade com Miltiades é que ele sempre estava apaixonado por Isabel, que o rejeitou e preferiu Alejandro. Desde então, Milcíades se dedicou a cometer todos os tipos de atentados na cidade e também contra o Méndez, que permaneceram à margem para promover a paz.
A tragédia começa quando Felix se casa com uma mulher muito mais jovem, Deborah Buenrostro, muito ambiciosa e de passado sombrio.
No início da história, Diana Rivera, jovem veterinária, filha de Pedro Rivera, contadora da empresa de construção e empregada confiável da vida de D. Felix, junta-se à propriedade de Méndez. Diana se sente imediatamente atraída por Alejandro, mas resiste a essa atração porque Alejandro é um homem casado. Quando Isabel morre em circunstâncias trágicas, Diana se torna o maior apoio de Alejandro, que foi afundado, e pouco a pouco o amor entre eles nasceu. No entanto, outro novo obstáculo está no caminho, já que Pablo Méndez, filho de Alejandro, também se apaixonou por Diana e não aceita que o rejeite constantemente. Quando Pablo descobre sobre a relação entre Diana e Alejandro, ele sofre um acidente que o deixa paralisado. Diana e Alejandro acabam com seu relacionamento por causa disso.
Quando Deborah descobre que o verdadeiro dono de tudo é Alejandro, ela decide conquistá-lo, pelo que desencadeia uma série de planos que envolverão todos e prejudicarão principalmente a família Rivera, já que o amor de Diana e Alejandro por ela é o principal obstáculo em seu caminho.
Diana e Alejandro devem resolver todos os seus problemas para viver seu amor.

## Elenco
- Danna García - Diana Rivera
- Miguel Varoni - Alejandro Méndez
- Catherine Siachoque - Déborah Buenrostro de Gallardo
- Michel Brown - Pablo Méndez Gallardo
- Jorge Cao - Milciades Contreras
- Martín Karpan - Luís Carlos Carmona
- Melvin Cabrera - Salvador Cascante
- Carolina Lizarazo - Flor del Valle
- Ana Lucía Domínguez - Camila Buenrostro / Camila Contreras Buenrostro
- Sharmel Altamirano - Elena Méndez Gallardo
- Consuelo Luzardo - Rufina Rivera
- Carlos Duplat - Félix Gallardo
- Silvio Ángel - Pedro Rivera
- María Helena Doering - Isabel Gallardo de Méndez / Orquídea Gallardo Fernández
- Julio Del Mar - Tobías Cascante
- Natalia Giraldo - Tulia Ángeles Vivas
- Silvia De Dios - Empera Ángeles Vivas
- Luz Stella Luengas - Clementina Ángeles Vivas
- Juan Pablo Shuk - Juan Manuel Andrade'
- Fernanda Ruizos - Carla San Vicente'
- Toto Vega - Cachimbo
- Julián Álvarez - Aycardo
- Ricardo González - Pueblito Rozar
- Didier van der Hove - Rodrigo Rodríguez
- Olga Lucía Rojas - Enfermera
- Alexander Rodríguez - Dionisio
- Irene Arias - Justina
- Iván Rodríguez - Sacrificio Díaz de León
- Martha Mijares - Doña Montserrat Campusano
- Adriana Campos - Margarita Ángeles
- Martha Isabel Bolaños - Charó Bedoya
- Cristina Pimiento - Estefanía Ángeles
- Santiago Alarcón - Bernardo Ángeles
- Margarita Durán - Raquel Buenrostro
- Helga Díaz - Nachely Carmona
- Luz Mary Arias - Mónica
- Enrique Ospina'
- Germán Rojas - Vicente "Alcalde"
- Ricardo Saldarriaga
- Óscar Vargas - Beto
- Juan Carlos Campuzano
- Moisés Cadavid
- Leonardo Ospina
- Ermeson Piragauta
- Alejandro Mendoza - Daniel Pérez
- Juan Carlos Torres
- Alejandro Sabogal
- José Bautista - Inspector Cataño #1
- Sigifredo Vega - Don Olegario
- Dilsa García - Déborah Buenrostro (joven)
- Juan Rafael Restrepo - Juan Rafael
- Patricia Cataño
- Óscar Herrera
- Germán Arias - Doctor Banderas
- Alfonso Rojas - Chucho Mejía
- Carlos Vergara - Jacinto Mejía
- Jaime Rayo - Inspector Cataño #2
- Luz Marina - Martelo
- Vilma Vera - Doña Pepa
- Néstor Alfonso Rojas - Jesús 'Chucho' Mejia
- Ricardo Andrés Herrera - Emilio Contreras
- Alejandro Tamayo
- Naren Daryanani - Hugo
- Jorge Sánchez
- Manuel Busquets - Lorenzo
- Ricardo Silva
- Gabriel Arisonda - Marcos Mariotti